# Kaushambi (stad)
Kaushambi (Sanskriet) of Kosambi (Pali) is een archeologische vindplaats in Uttar Pradesh in India aan de Yamuna. Het was tijdens de oudheid een belangrijke stad.

## Archeologie
Kaushambi werd geïdentificeerd door de archeoloog Alexander Cunningham. Er zijn verschillende periode gevonden:
- Kaushambi I, painted grey ware-cultuur
- Kaushambi II, zwart-en-rood aardewerk
- Kaushambi III, 600-200 v.Chr., northern black polished ware-cultuur

Ten tijde van de painted grey ware-cultuur was het merendeel van de sites klein, gemiddeld nog geen twee hectare, maar Kaushambi was daar met tien hectare een uitzondering op. Ook de locatie was opmerkelijk, aangezien het een ruig terrein was met arme grond. Mogelijk speelde dan ook de toegang tot het Vindhyagebergte met zijn delfstoffen een rol.
Tijdens de northern black polished ware-cultuur groeide de stad uit tot zo'n 50 hectare. Aanvankelijk werd gedacht dat het rond 1000 v.Chr. al een ommuurde stad was, maar dit is later bijgesteld naar zo'n 500 jaar later. Tijdens de northern black polished ware-periode kreeg de stad indrukwekkende lemen verdedigingswerken en zou uiteindelijk binnen de muren in een ruimte van 150 hectare mogelijk zo'n 24.000 mensen hebben kunnen huisvesten en daarbuiten een bewoning van zo'n 50 hectare met nog eens 8000 mensen.

## Geschiedenis
Volgens de Matsya Purana en de Vayu Purana zou tijdens de regering van Nichakshu vanwege een grote overstroming de hoofdstad van Kuru verplaatst zijn van Hastinapura naar Kaushambi. Dit zou zich in de painted grey ware-fase hebben afgespeeld.
Ten tijde van de mahajanapada's was het de hoofdstad van Vatsa. Er zou de nodige rivaliteit zijn tussen Udayana van Vatsa en Pradyota van Avanti. De relatie werd bestendigd door huwelijkspolitiek waarbij Pradyota zijn dochter Vasavadatta uithuwelijkte aan Udayana. Mogelijk werden zo ook relaties aangeknoopt met Anga en Magadha.
Palaka, de jongste zoon van Pradyota van Pradyota, lijkt Kaushambi echter te hebben veroverd.
Teksten in Pali stellen dat het Ghoshitarama-klooster hier stond, wat door kloosterzegels is bevestigd.
Ten tijde van de Boeddha was het een van de zes mahanagara's, met daarnaast Champa, Rajagriha, Shravasti, Saketa (Ayodhya) en Varanasi. Volgens de traditie van het jaïnisme zou Rishabha, de eerste tirthankara, hier hebben gewoond.
Een van de grote zuiledicten, onderdeel van de edicten van Ashoka, stond in Kaushambi voor het naar Prayagraj werd verplaatst. Een van de kleine zuiledicten staat er nog wel.